# Theopompella heterochroa
Theopompella heterochroa es una especie de mantis de la familia Hymenopodidae.

## Distribución geográfica
Se encuentra en Gabón, Camerún, Kenia, Congo y Nigeria.